# Uskalinmaa
Uskalinmaa är en ö i Finland. Den ligger i Bottenhavet och i kommunen Euraåminne i den ekonomiska regionen  Raumo ekonomiska region i landskapet Satakunta, i den sydvästra delen av landet. Ön ligger omkring 27 kilometer sydväst om Björneborg och omkring 230 kilometer nordväst om Helsingfors.
Öns area är 1,09 kvadratkilometer och dess största längd är 2,2 kilometer i sydöst-nordvästlig riktning.